# Siguqiao (sockenhuvudort i Kina, Jiangxi Sheng, lat 28,75, long 118,26)
Siguqiao (kinesiska: 四股桥) är en sockenhuvudort i Kina. Den ligger i provinsen Jiangxi, i den sydöstra delen av landet, omkring 230 kilometer öster om provinshuvudstaden Nanchang. Antalet invånare är 25 755. Befolkningen består av 12 576 kvinnor och 13 179 män. Barn under 15 år utgör 25,0 %, vuxna 15-64 år 65 %, och äldre över 65 år 8,0 %.
Runt Siguqiao är det tätbefolkat, med 319 invånare per kvadratkilometer. Närmaste större samhälle är Yanrui, 8,2 km öster om Siguqiao. Trakten runt Siguqiao består till största delen av jordbruksmark.
Genomsnittlig årsnederbörd är 2 636 millimeter. Den regnigaste månaden är juni, med i genomsnitt 506 mm nederbörd, och den torraste är oktober, med 38 mm nederbörd.